# 小行星18825
小行星18825（18825 Alicechai）是一颗绕太阳运转的小行星，为主小行星带小行星。该小行星于1999年7月14日发现。

## 轨道参数
小行星18825的轨道半长轴为2.7997405 UA，离心率为0.072。